# 도를란 파본
도를란 마우리시오 파본 리오스(스페인어: Dorlan Maurício Pabón Ríos, 1988년 1월 24일 ~ )는 콜롬비아의 축구 선수로서 포지션은 공격수이다.